# Filmjahr 1971
Liste der Filmjahre

◄◄ | ◄ | 1967 | 1968 | 1969 | 1970 | Filmjahr 1971 | 1972 | 1973 | 1974 | 1975 | ► | ►►

Weitere Ereignisse

## Ereignisse
- 7. März: Der WDR strahlt die erste Folge der Lach- und Sachgeschichten für Fernsehanfänger aus, die ab Januar 1972 den Titel Die Sendung mit der Maus tragen werden.
- 18. April: Der Filmverlag der Autoren wird in München gegründet. Mitgesellschafter des Filmverleihs, der den deutschen Autorenfilm fördern soll, sind u. a.: Hark Bohm, Hans W. Geißendörfer, Peter Lilienthal und Wim Wenders.
- 25. Juni: Uraufführung von Shaft (Regie: Gordon Parks). Dieser Film gilt als erfolgreichstes Werk aus der Blütezeit des Blaxploitation-Genres.
- 3. Oktober: Mit Die letzte Vorstellung (Regie: Peter Bogdanovich) kommt ein zentrales Werk des New Hollywood in die Kinos.
- 19. Dezember: Uraufführung von Uhrwerk Orange. Dieser Film Stanley Kubricks übt in den Folgejahren einen großen Einfluss auf die Popkultur aus.
- Die Sieger der BRAVO Otto Leserwahl 1971:
  - Kategorie – männlicher Filmstar: Gold Pierre Brice, Silber Hansi Kraus, Bronze Peter Fonda
  - Kategorie – weiblicher Filmstar: Gold Uschi Glas, Silber Romy Schneider, Bronze Gila von Weitershausen
- Die erfolgreichsten westdeutschen Filmproduktionen und Koproduktionen 1971:[1]
  - Der neue Schulmädchen-Report. 2. Teil: Was Eltern den Schlaf raubt (ca. 4 Millionen Zuschauer)
  - Und Jimmy ging zum Regenbogen (ca. 4 Millionen Zuschauer)
  - Hausfrauen-Report (ca. 3,5 Millionen Zuschauer)
  - Der Kapitän (ca. 3 Millionen Zuschauer)
  - Blutjunge Verführerinnen (ca. 2,5 Millionen Zuschauer)
  - Liebe ist nur ein Wort (ca. 2,4 Millionen Zuschauer)
  - Ehemänner-Report
  - Der neue heiße Report: Was Männer nicht für möglich halten
  - Rudi, benimm dich!
  - Schulmädchen-Report. 3. Teil: Was Eltern nicht mal ahnen
  - Tante Trude aus Buxtehude
  - Die tollen Tanten schlagen zu
  - Unser Willi ist der Beste
  - Verliebte Ferien in Tirol
  - Wer zuletzt lacht, lacht am besten

## Top 10 der erfolgreichsten Filme

### In Deutschland
Die zehn erfolgreichsten Filme an den deutschen Kinokassen nach Besucherzahlen (Stand: 24. November 2018):
| Platz | Filmtitel                                                          | Besucher   |
| ----- | ------------------------------------------------------------------ | ---------- |
| 1.    | Aristocats                                                         | 11.294.000 |
| 2.    | Die rechte und die linke Hand des Teufels                          | 6.028.000  |
| 3.    | James Bond 007 – Diamantenfieber                                   | 5.500.000  |
| 4.    | Love Story                                                         | 4.500.000  |
| 5.    | Der neue Schulmädchen-Report. 2. Teil: Was Eltern den Schlaf raubt | 4.000.000  |
| 6.    | Und Jimmy ging zum Regenbogen                                      | 4.000.000  |
| 7.    | Asterix der Gallier                                                | 3.641.501  |
| 8.    | Hausfrauen-Report                                                  | 3.500.000  |
| 9.    | Der Kapitän                                                        | 3.000.000  |
| 10.   | Blutjunge Verführerinnen                                           | 2.500.000  |

### In den USA
Die zehn erfolgreichsten Filme an den US-amerikanischen Kinokassen nach Einspielergebnis.
| Platz | Filmtitel             | Einspielergebnis in US-Dollar |
| ----- | --------------------- | ----------------------------- |
| 1.    | Fiddler on the Roof   | 40.500.000                    |
| 2.    | Billy Jack            | 32.500.000                    |
| 3.    | The French Connection | 26.300.000                    |
| 4.    | Summer of '42         | 20.500.000                    |
| 5.    | Diamonds Are Forever  | 19.727.000                    |
| 6.    | Dirty Harry           | 18.000.000                    |
| 7.    | A Clockwork Orange    | 17.000.000                    |
| 8.    | Carnal Knowledge      | 14.075.000                    |
| 9.    | The Last Picture Show | 13.110.000                    |
| 10.   | Willard               | 9.300.000                     |

## Filmpreise

### Golden Globe Award
Am 5. Februar findet im Beverly Hilton Hotel die Golden-Globe-Verleihung statt.
- Bestes Drama: Love Story von Arthur Hiller
- Bestes Musical/Komödie: M.A.S.H von Robert Altman
- Bester Schauspieler (Drama): George C. Scott in Patton – Rebell in Uniform
- Beste Schauspielerin (Drama): Ali MacGraw in Love Story
- Bester Schauspieler (Musical/Komödie): Albert Finney in Scrooge
- Beste Schauspielerin (Musical/Komödie): Carrie Snodgress in Diary of a Mad Housewife
- Bester Nebendarsteller: John Mills in Ryans Tochter
- Beste Nebendarstellerin: Maureen Stapleton in Airport und Karen Black in Five Easy Pieces
- Bester Regisseur: Arthur Hiller für Love Story
- Beste Musik: Francis Lai für Love Story
- Cecil B. DeMille Award: Frank Sinatra

### Academy Awards
Am 15. April findet die Oscarverleihung im Dorothy Chandler Pavilion in Los Angeles statt.
- Bester Film: Patton – Rebell in Uniform von Franklin J. Schaffner
- Bester Hauptdarsteller: George C. Scott in Patton – Rebell in Uniform
- Beste Hauptdarstellerin: Glenda Jackson in Liebende Frauen
- Bester Regisseur: Franklin J. Schaffner für Patton – Rebell in Uniform
- Bester Nebendarsteller: John Mills in Ryans Tochter
- Beste Nebendarstellerin: Helen Hayes in Airport
- Beste Musik: Francis Lai für Love Story
- Bester fremdsprachiger Film: Ermittlungen gegen einen über jeden Verdacht erhabenen Bürger von Elio Petri
- Ehrenoscar: Lillian Gish und Orson Welles
- Irving G. Thalberg Memorial Award: Ingmar Bergman

Vollständige Liste der Preisträger

### Internationale Filmfestspiele von Cannes 1971
Das Festival beginnt am 12. Mai und endet am 27. Mai. Die Jury unter Präsidentin Michèle Morgan wählt folgende Preisträger aus:
- Goldene Palme: Der Mittler von Joseph Losey
- Bester Schauspieler: Riccardo Cucciolla in Sacco und Vanzetti
- Beste Schauspielerin: Kitty Winn in The Panic in Needle Park

### Internationale Filmfestspiele Berlin 1971
Das Festival beginnt am 25. Juni und endet am 6. Juli. Die Jury vergibt folgende Preise:
- Goldener Bär: Der Garten der Finzi Contini von Vittorio De Sica
- Bester Schauspieler: Jean Gabin in Die Katze
- Beste Schauspielerin: Simone Signoret in Die Katze und Shirley MacLaine in Desperate Characters
- Spezialpreis der Jury: Decameron von Pier Paolo Pasolini

### Deutscher Filmpreis
- Bester Film: Erste Liebe von Maximilian Schell
- Beste Regie: Rainer Werner Fassbinder für Warum läuft Herr R. Amok? und Volker Schlöndorff für Der plötzliche Reichtum der armen Leute von Kombach
- Beste Hauptdarstellerin: Karin Jacobsen für Das Freudenhaus und Hanna Schygulla für Mathias Kneißl und Whity
- Bester Hauptdarsteller: Michael König für Lenz

### Society of Film and Television Arts Awards
- Bester Film: Zwei Banditen von George Roy Hill
- Beste Regie: George Roy Hill für Zwei Banditen
- Bester Hauptdarsteller: Robert Redford für Zwei Banditen, Blutige Spur und Schussfahrt
- Beste Hauptdarstellerin: Katharine Ross für Zwei Banditen und Blutige Spur
- Bester Nebendarsteller: Colin Welland für Kes
- Beste Nebendarstellerin: Susannah York für Nur Pferden gibt man den Gnadenschuß

### Étoile de Cristal
- Bester Film: Keine Welt für Tiere von François Bel und Gérard Vienne
- Bester Darsteller: Charles Denner in Voyou – Der Gauner
- Beste Darstellerin: Marie-José Nat in Elise oder das wahre Leben
- Bester ausländischer Film: Little Big Man von Arthur Penn
- Bester ausländischer Darsteller: Donald Sutherland in M.A.S.H.
- Beste ausländische Darstellerin: Jane Fonda in Nur Pferden gibt man den Gnadenschuß

### New York Film Critics Circle Award
- Bester Film: Uhrwerk Orange von Stanley Kubrick
- Beste Regie: Stanley Kubrick für Uhrwerk Orange
- Bester Hauptdarsteller: Gene Hackman in French Connection – Brennpunkt Brooklyn
- Beste Hauptdarstellerin: Jane Fonda in Klute
- Bester Nebendarsteller: Ben Johnson in Die letzte Vorstellung
- Beste Nebendarstellerin: Ellen Burstyn in Die letzte Vorstellung

### National Board of Review
- Bester Film: Macbeth von Roman Polański
- Beste Regie: Ken Russell für Boyfriend und Die Teufel
- Bester Hauptdarsteller: Gene Hackman in French Connection – Brennpunkt Brooklyn
- Beste Hauptdarstellerin: Irene Papas in Troja
- Bester Nebendarsteller: Ben Johnson in Die letzte Vorstellung
- Beste Nebendarstellerin: Cloris Leachman in Die letzte Vorstellung
- Bester fremdsprachiger Film: Der Wolfsjunge von François Truffaut

### Laurel Award
- Bester Film: Patton – Rebell in Uniform von Franklin J. Schaffner
- Bester dramatischer Darsteller: George C. Scott in Patton – Rebell in Uniform
- Beste dramatische Darstellerin: Carrie Snodgress in Diary of a Mad Housewife
- Bester komödiantischer Darsteller: Elliott Gould in M.A.S.H.
- Beste komödiantische Darstellerin: Sally Kellerman in M.A.S.H.
- Beste Action-Darstellung: John Wayne in Chisum
- Bester ausländischer Film: Ermittlungen gegen einen über jeden Verdacht erhabenen Bürger von Elio Petri

### Weitere Filmpreise und Auszeichnungen
- David di Donatello: Der große Irrtum, Der Garten der Finzi Contini, Waterloo (Bester italienischer Film) und Ryans Tochter (Bester ausländischer Film)
- Deutscher Kritikerpreis: Johannes Schaaf
- Directors Guild of America Award: Franklin J. Schaffner für Patton – Rebell in Uniform
- Ernst-Lubitsch-Preis: Sabine Sinjen für Wir – zwei
- Louis-Delluc-Preis: Rendezvous in Bray von André Delvaux
- Nastro d’Argento: Ermittlungen gegen einen über jeden Verdacht erhabenen Bürger von Elio Petri und Das Geständnis von Costa-Gavras
- National Society of Film Critics Award: M.A.S.H. von Robert Altman
- Festival Internacional de Cine de San Sebastián: Claires Knie von Éric Rohmer (Goldene Muschel)
- Writers Guild of America Award: Patton – Rebell in Uniform (Bestes Original-Drehbuch-Drama), Nie wieder New York (Bestes Original-Drehbuch-Komödie), Kein Lied für meinen Vater (Bestes adaptiertes Drehbuch-Drama), M.A.S.H. (Bestes adaptiertes Drehbuch-Komödie)

## Geburtstage

### Januar bis März
Januar

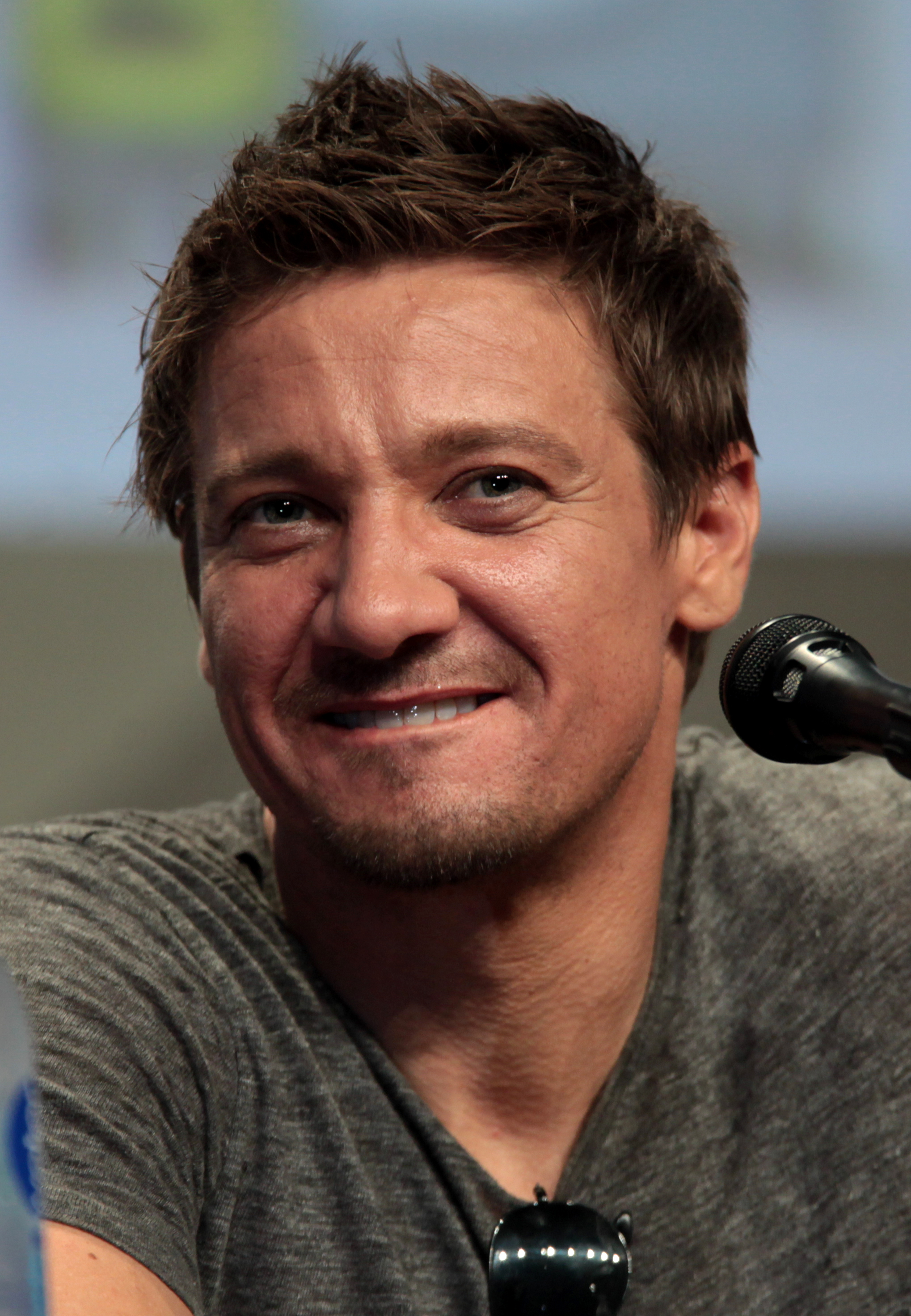
Jeremy Renner (* 7. Januar)

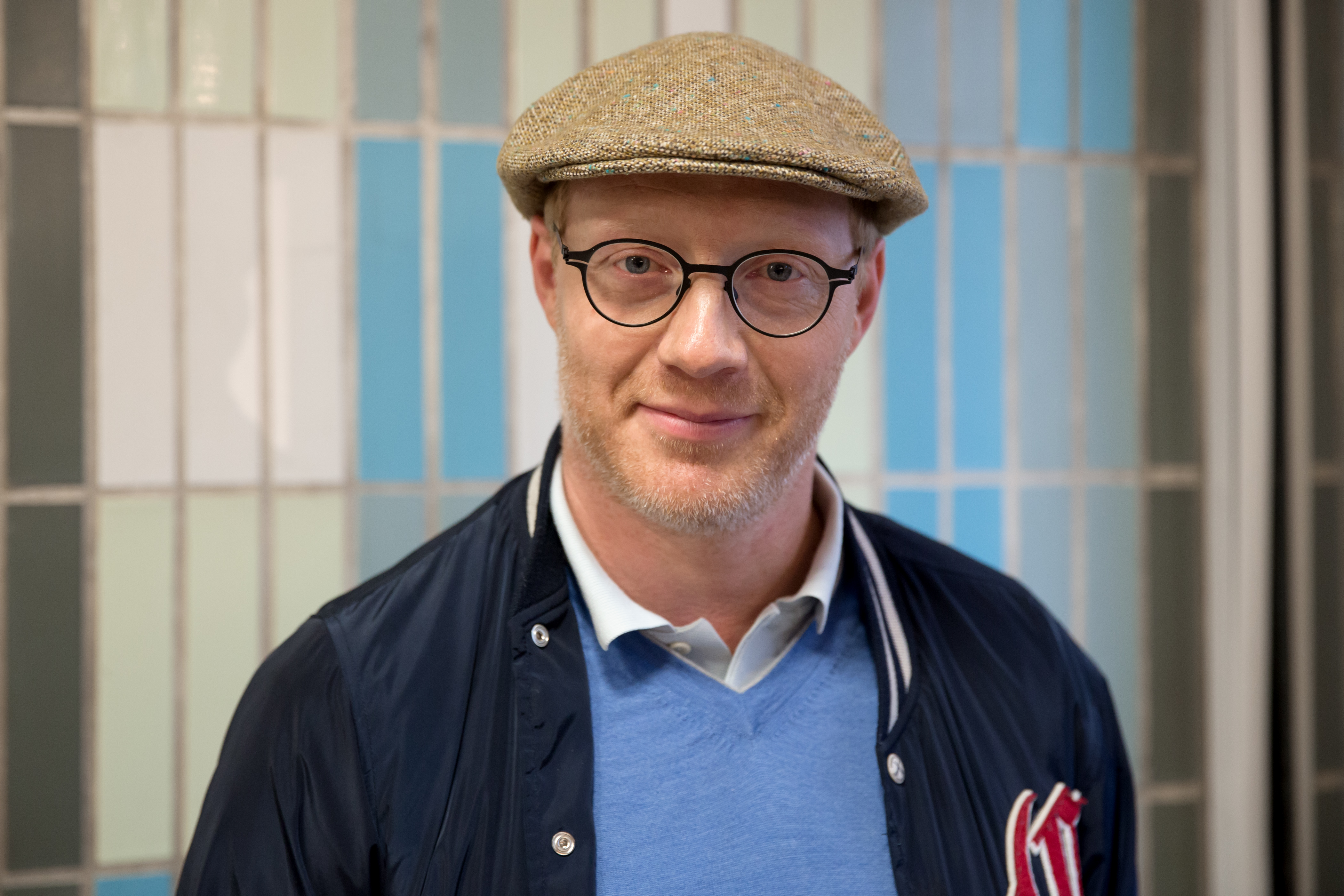
Simon Schwarz (* 10. Januar)

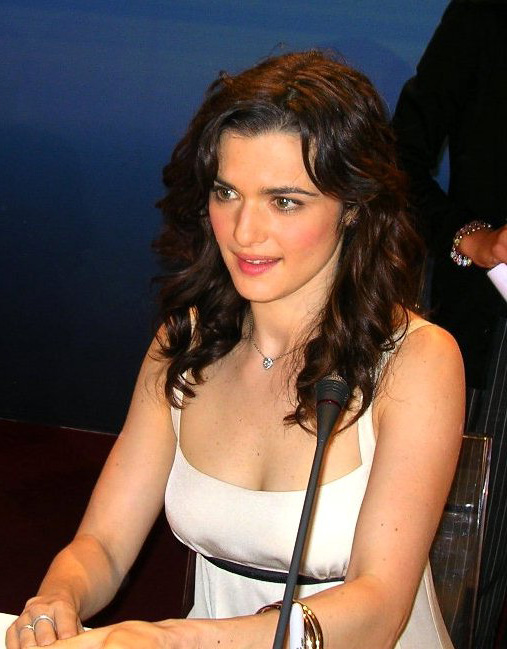
Rachel Weisz (* 7. März)

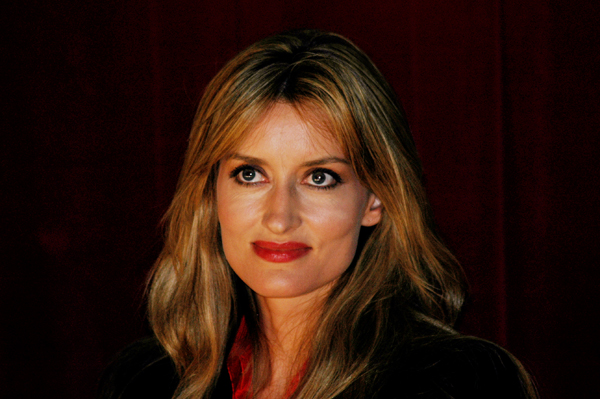
Natascha McElhone (* 23. März)

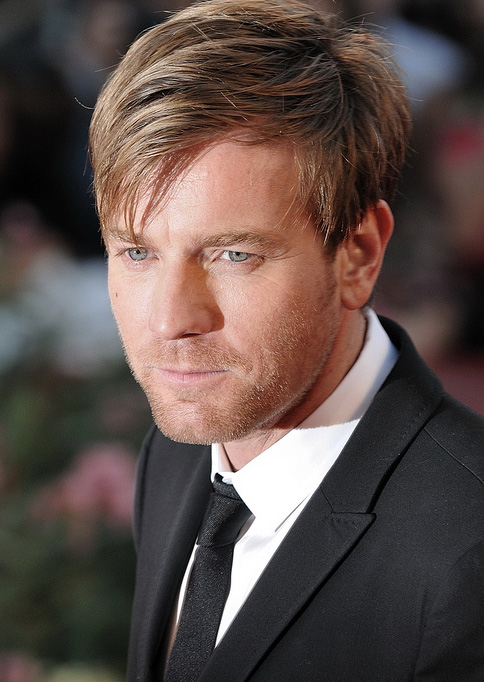
Ewan McGregor (* 31. März)

- 07. Januar: Jeremy Renner, US-amerikanischer Schauspieler
- 08. Januar: Géraldine Pailhas, französische Schauspielerin
- 10. Januar: Simon Schwarz, österreichischer Schauspieler
- 14. Januar: Jennifer Dundas, US-amerikanische Schauspielerin
- 14. Januar: Susann Uplegger, deutsche Schauspielerin
- 15. Januar: Regina King, US-amerikanische Schauspielerin
- 17. Januar: Youki Kudoh, japanische Schauspielerin
- 17. Januar: Sylvie Testud, französische Schauspielerin
- 19. Januar: Rachel Luttrell, kanadische Schauspielerin
- 19. Januar: Roland Silbernagl, österreichischer Schauspieler
- 19. Januar: Shawn Wayans, US-amerikanischer Schauspieler
- 23. Januar: Stanislas Merhar, französischer Schauspieler
- 24. Januar: Kenya Moore, US-amerikanische Schauspielerin
- 25. Januar: China Kantner, US-amerikanische Schauspielerin
- 25. Januar: Ana Ortiz, US-amerikanische Schauspielerin
- 29. Januar: Pavel Liška, tschechischer Schauspieler

Februar
- 01. Februar: Michael C. Hall, US-amerikanischer Schauspieler
- 03. Februar: Elisa Donovan, US-amerikanische Schauspielerin
- 03. Februar: Vincent Elbaz, französischer Schauspieler
- 04. Februar: Rob Corddry, US-amerikanischer Schauspieler
- 06. Februar: Brian Stepanek, US-amerikanischer Schauspieler
- 10. Februar: Kathryne Dora Brown, US-amerikanische Schauspielerin
- 11. Februar: Damian Lewis, britischer Schauspieler
- 15. Februar: Renée O’Connor, US-amerikanische Schauspielerin
- 17. Februar: Denise Richards, US-amerikanische Schauspielerin
- 25. Februar: Sean Astin, US-amerikanischer Schauspieler
- 26. Februar: Sean Baker, US-amerikanischer Drehbuchautor, Filmregisseur und Filmproduzent
- 28. Februar: Maxine Bahns, US-amerikanische Schauspielerin
- 28. Februar: Tasha Smith, US-amerikanische Schauspielerin

März
- 02. März: Stefano Accorsi, italienischer Schauspieler
- 02. März: Amber Smith, US-amerikanische Schauspielerin
- 07. März: Peter Sarsgaard, US-amerikanischer Schauspieler
- 07. März: Matthew Vaughn, britischer Regisseur
- 07. März: Rachel Weisz, britische Schauspielerin
- 10. März: Jon Hamm, US-amerikanischer Schauspieler
- 11. März: Johnny Knoxville, US-amerikanischer Schauspieler
- 13. März: Annabeth Gish, US-amerikanische Schauspielerin
- 13. März: Jens Münchow, deutscher Schauspieler
- 16. März: Alan Tudyk, US-amerikanischer Schauspieler
- 19. März: Dalton James, US-amerikanischer Schauspieler
- 22. März: Guillermo Díaz, US-amerikanischer Schauspieler
- 22. März: Iben Hjejle, dänische Schauspielerin
- 23. März: Natascha McElhone, britische Schauspielerin
- 27. März: Nathan Fillion, kanadischer Schauspieler
- 31. März: Klaus Härö, finnischer Regisseur
- 31. März: Ewan McGregor, britischer Schauspieler

### April bis Juni
April

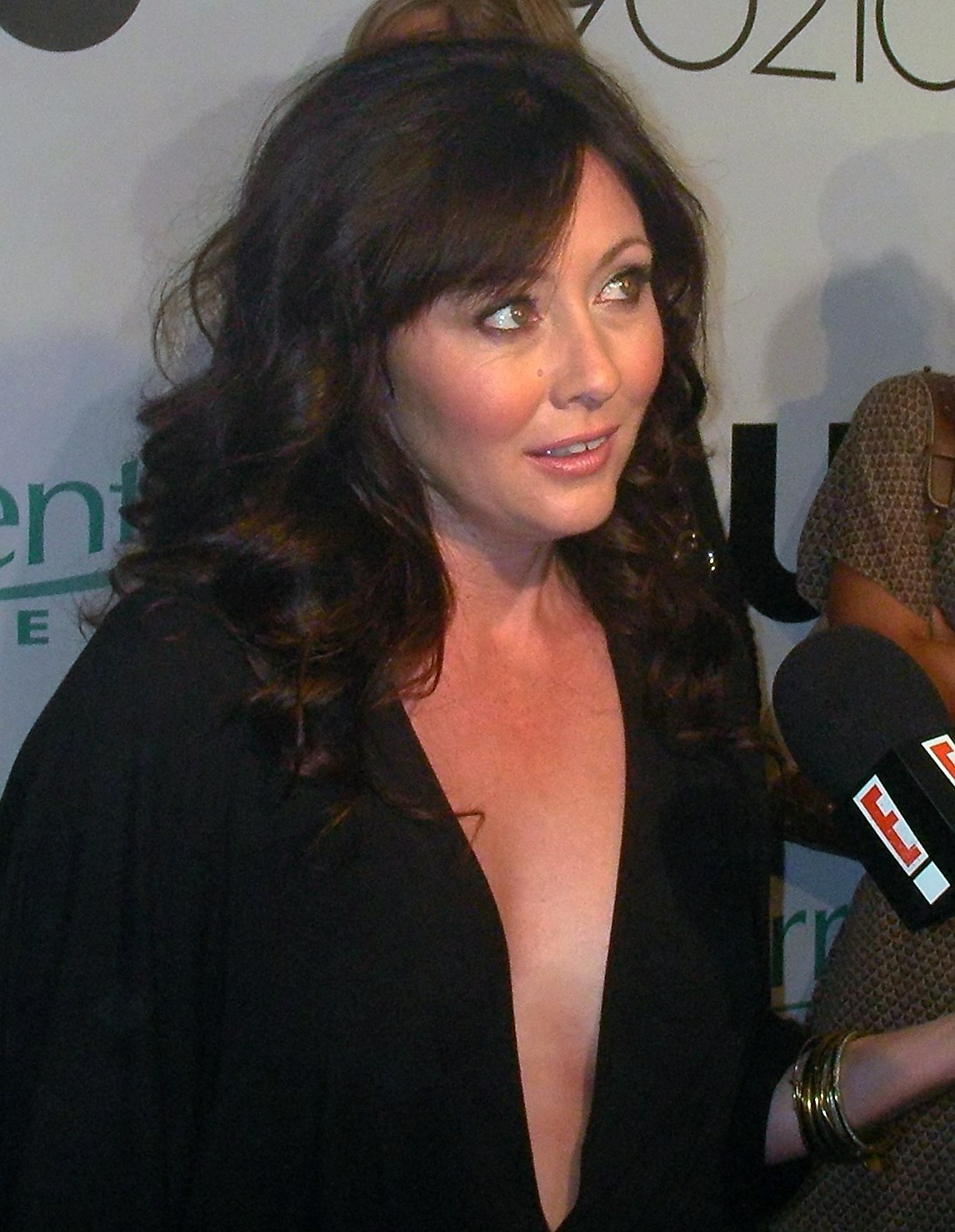
Shannen Doherty (* 12. April)

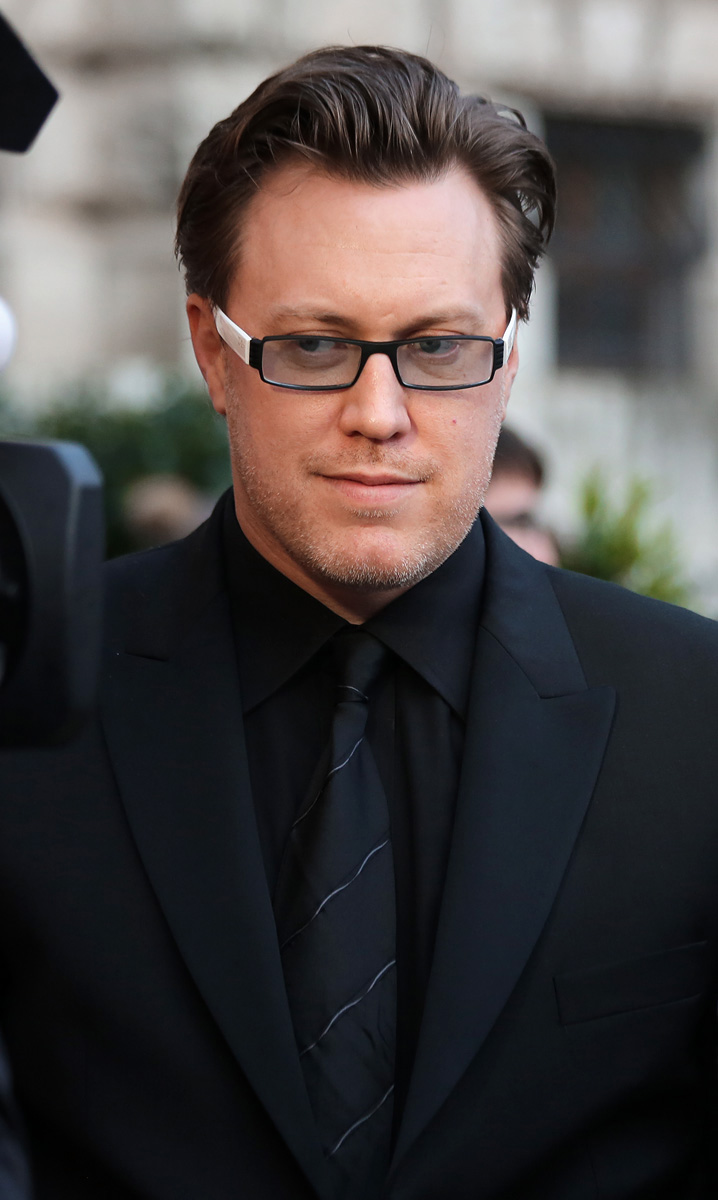
Nicholas Ofczarek (* 30. Mai)

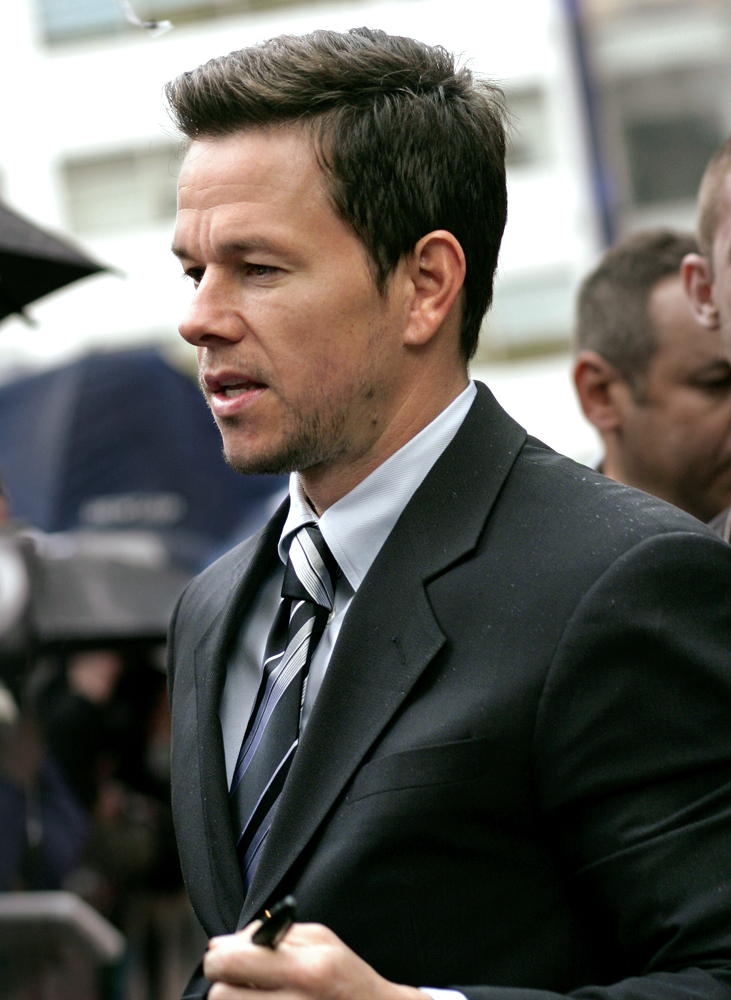
Mark Wahlberg (* 5. Juni)

- 02. April: Yasmina Djaballah, deutsche Schauspielerin
- 03. April: Anastassija Saworotnjuk, russische Schauspielerin († 2024)
- 04. April: Lukas Miko, österreichischer Schauspieler
- 05. April: Krista Allen, US-amerikanische Schauspielerin
- 07. April: Guillaume Depardieu, französischer Schauspieler († 2008)
- 07. April:Jennifer Schwalbach Smith, US-amerikanische Schauspielerin
- 08. April: Craig Mazin, US-amerikanischer Drehbuchautor und Regisseur
- 10. April: Tanja Geke, deutsche Schauspielerin und Synchronsprecherin
- 12. April: Nicholas Brendon, US-amerikanischer Schauspieler
- 12. April: Shannen Doherty, US-amerikanische Schauspielerin († 2024)
- 12. April: Tomas Villum Jensen, dänischer Schauspieler und Regisseur
- 18. April: David Tennant, britischer Schauspieler
- 21. April: Eric Mabius, US-amerikanischer Schauspieler
- 24. April: Stefania Rocca, italienische Schauspielerin

Mai
- 01. Mai: Amira Casar, britisch-französische Schauspielerin
- 07. Mai: Ivan Sergei, US-amerikanischer Schauspieler
- 10. Mai: Leslie Stefanson, US-amerikanische Schauspielerin
- 10. Mai: Katja Woywood, deutsche Schauspielerin
- 12. Mai: Jamie Luner, US-amerikanische Schauspielerin
- 14. Mai: Sofia Coppola, US-amerikanische Regisseurin
- 15. Mai: Sam Trammell, US-amerikanischer Schauspieler
- 18. Mai: Meike Schlüter, deutsche Schauspielerin
- 19. Mai: Ross Katz, US-amerikanischer Produzent
- 23. Mai: Laurel Holloman, US-amerikanische Schauspielerin
- 25. Mai: Justin Henry, US-amerikanischer Schauspieler
- 26. Mai: Shannon Kenny, australische Schauspielerin
- 27. Mai: Paul Bettany, britischer Schauspieler
- 28. Mai: Isabelle Carré, französische Schauspielerin
- 30. Mai: Nicholas Ofczarek, österreichischer Schauspieler

Juni
- 01. Juni: Pasquale Aleardi, schweizerischer Schauspieler
- 02. Juni: Anthony Montgomery, US-amerikanischer Schauspieler
- 04. Juni: James Callis, britischer Schauspieler
- 04. Juni: Noah Wyle, US-amerikanischer Schauspieler
- 05. Juni: Susan Lynch, britische Schauspielerin
- 05. Juni: Mark Wahlberg, US-amerikanischer Schauspieler
- 08. Juni: Mark Feuerstein, US-amerikanischer Schauspieler
- 13. Juni: David Mendenhall, US-amerikanischer Kinderschauspieler und Synchronsprecher
- 15. Juni: Jake Busey, US-amerikanischer Schauspieler
- 18. Juni: Lisa Barbuscia, US-amerikanische Schauspielerin
- 19. Juni: Jürgen Trimborn, deutscher Filmwissenschaftler und Biograf († 2012)
- 20. Juni: Josh Lucas, US-amerikanischer Schauspieler
- 22. Juni: Mary Lynn Rajskub, US-amerikanische Schauspielerin
- 25. Juni: Jason Lewis, US-amerikanischer Schauspieler
- 28. Juni: Benito Martinez, US-amerikanischer Schauspieler
- 30. Juni: Monica Potter, US-amerikanische Schauspielerin
- 30. Juni: Bastiaan Ragas, niederländischer Sänger und Schauspieler

### Juli bis September
Juli

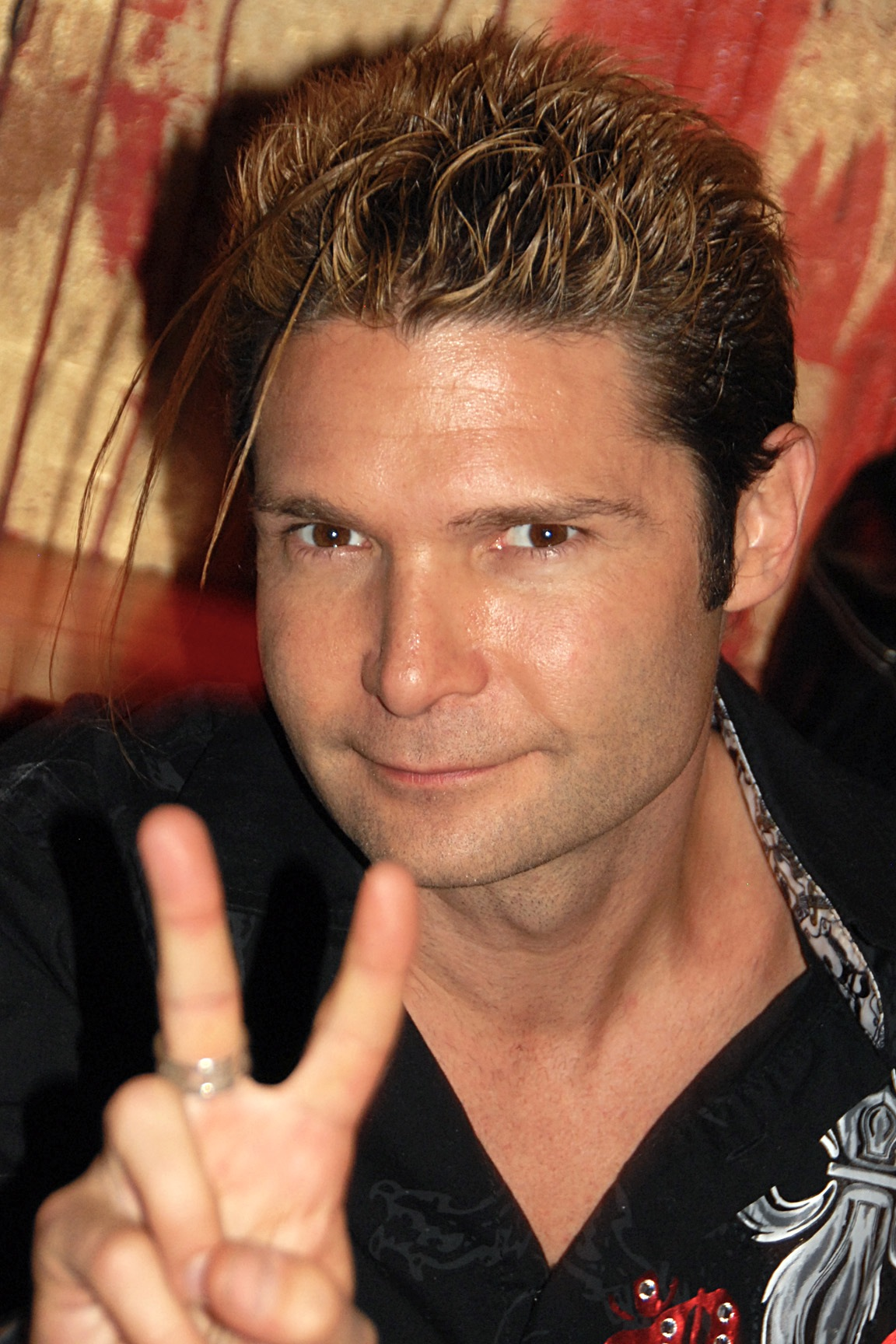
Corey Feldman (* 16. Juli)

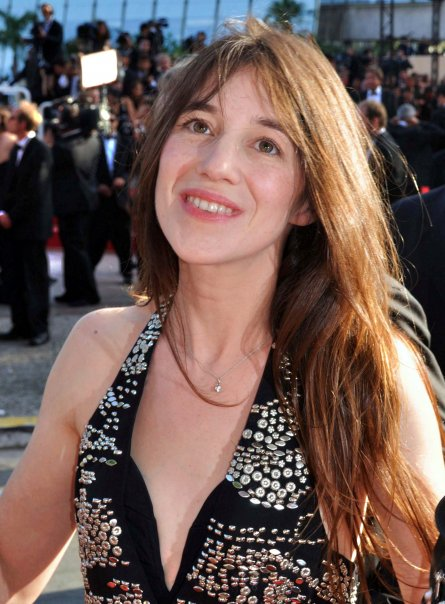
Charlotte Gainsbourg (* 21. Juli)

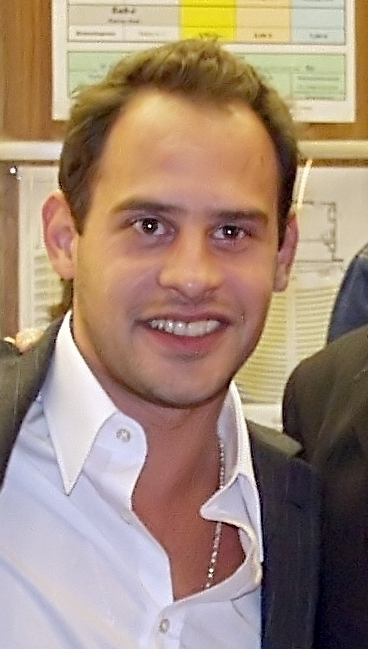
Moritz Bleibtreu (* 13. August)

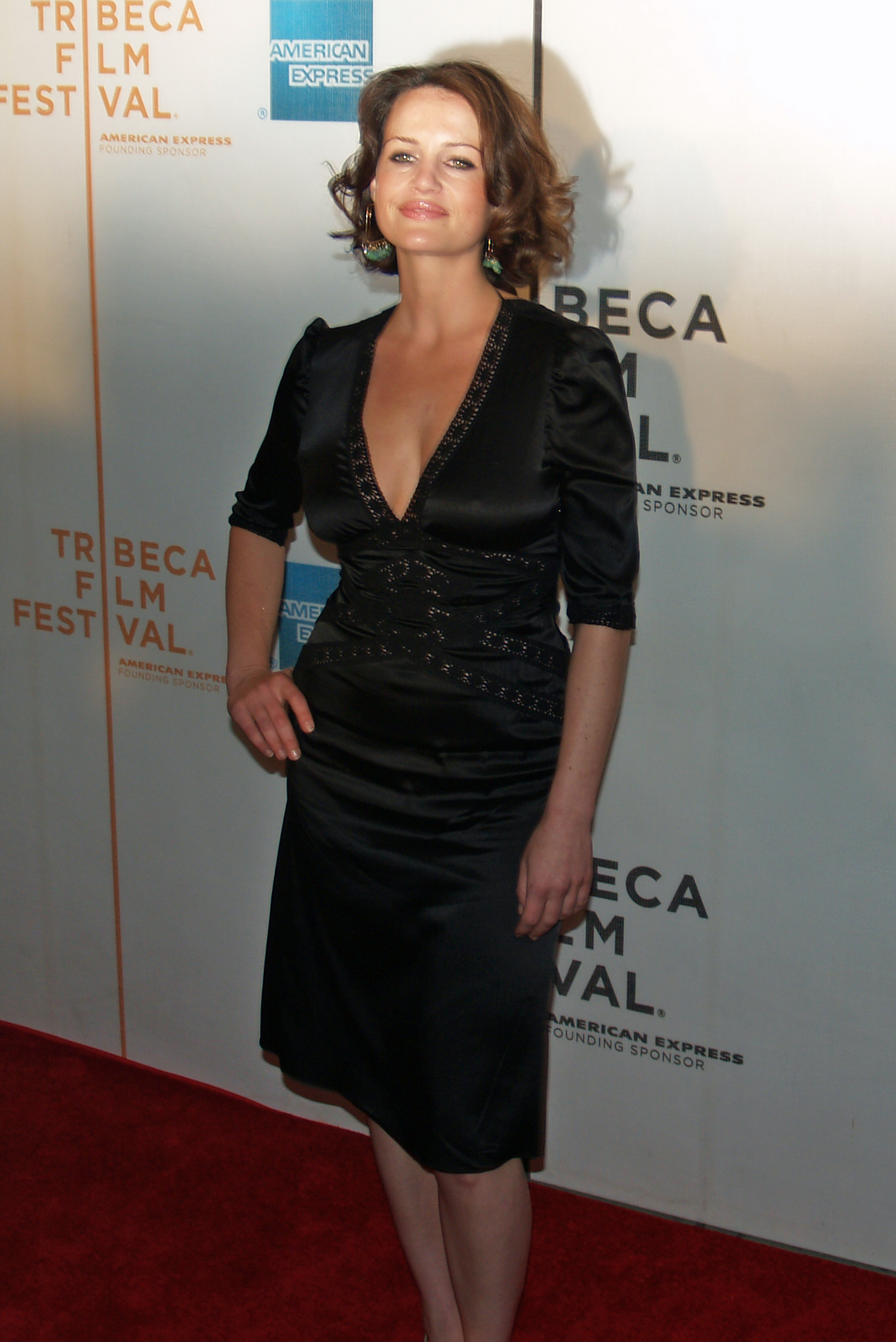
Carla Gugino (* 29. August)

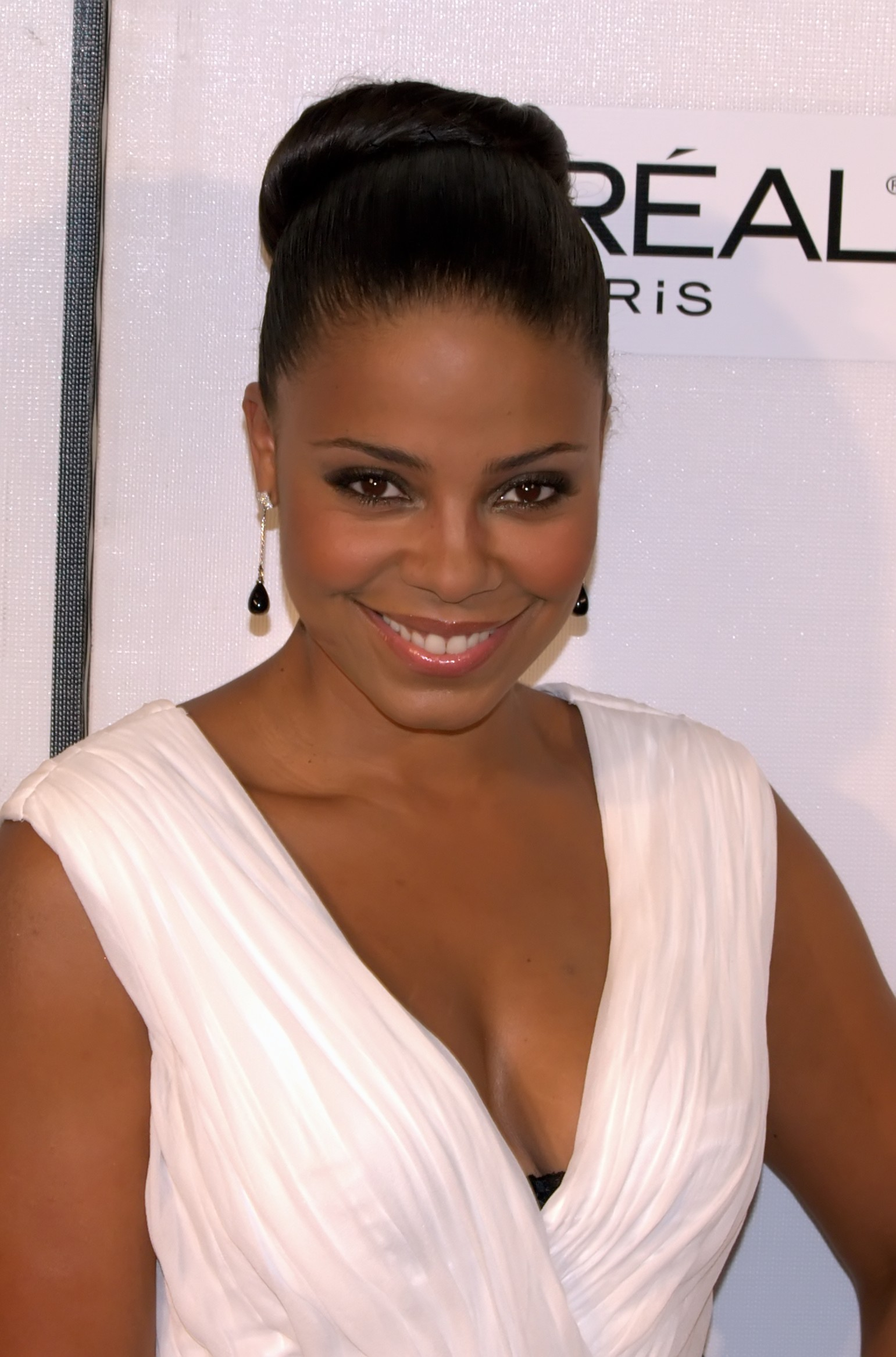
Sanaa Lathan (* 19. September)

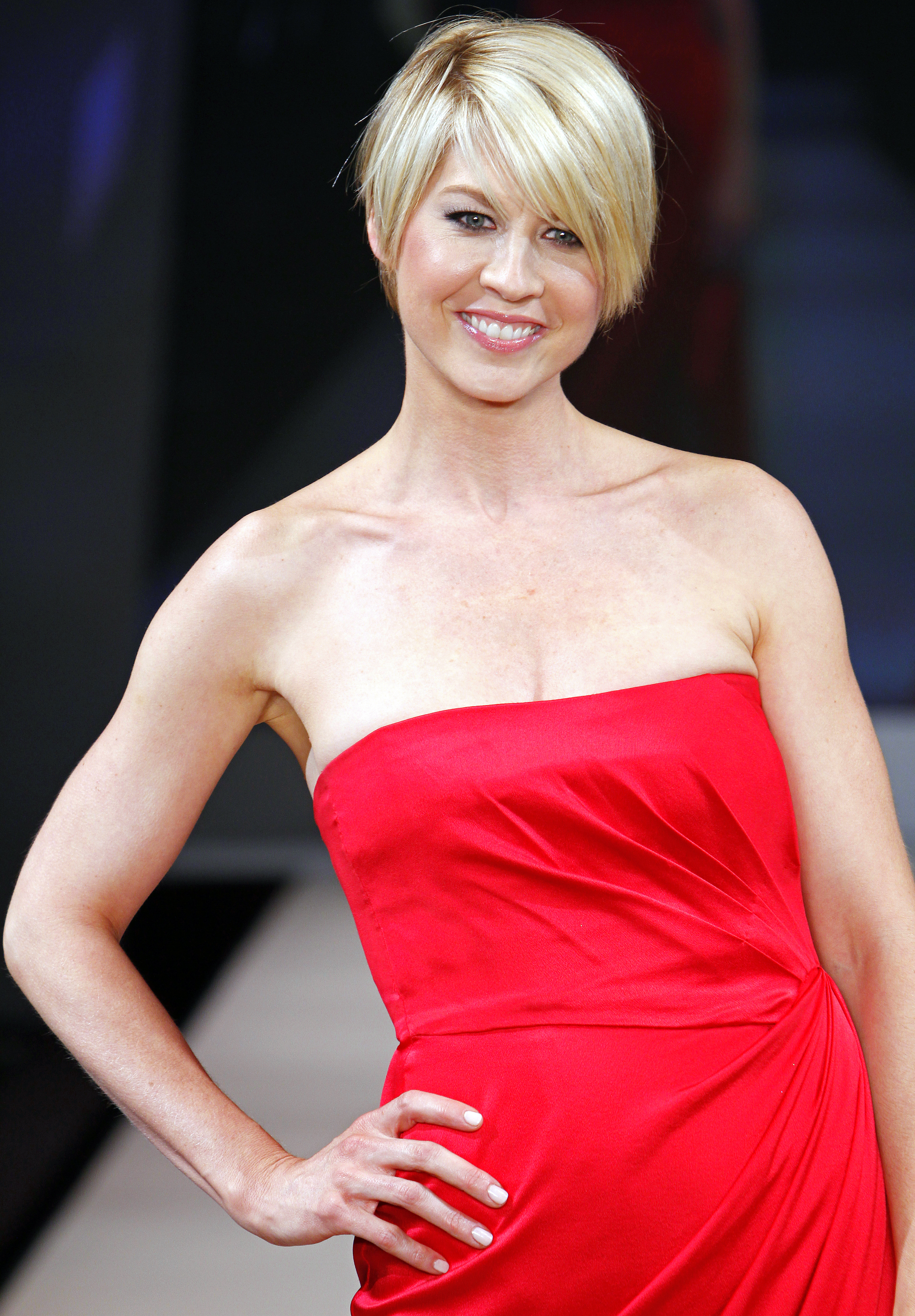
Jenna Elfman (* 30. September)

- 01. Juli: Buket Alakuş, türkisch-deutsche Regisseurin
- 01. Juli: Steven W. Bailey, US-amerikanischer Schauspieler
- 01. Juli: Julianne Nicholson, US-amerikanische Schauspielerin
- 02. Juli: Thilo Gosejohann, deutscher Regisseur
- 02. Juli: Corinna Lampadius, deutsche Fernsehmoderatorin
- 07. Juli: Christian Camargo, US-amerikanischer Schauspieler
- 08. Juli: Wendy Benson, US-amerikanische Schauspielerin
- 08. Juli: Amanda Peterson, US-amerikanische Schauspielerin († 2015)
- 09. Juli: Scott Grimes, US-amerikanischer Schauspieler
- 09. Juli: Norbert Heitker, deutscher Regisseur
- 11. Juli: Leisha Hailey, US-amerikanische Schauspielerin
- 12. Juli: Loni Love, US-amerikanische Schauspielerin
- 13. Juli: Tyrin Turner, US-amerikanischer Schauspieler
- 14. Juli: Florian Eichinger, deutscher Regisseur, Drehbuchautor und Produzent
- 16. Juli: Bibiana Beglau, deutsche Schauspielerin
- 16. Juli: Corey Feldman, US-amerikanischer Schauspieler
- 16. Juli: Tanja Lanäus, deutsche Schauspielerin
- 18. Juli: Sarah McLeod, neuseeländische Schauspielerin
- 20. Juli: Sandra Oh, kanadische Schauspielerin
- 21. Juli: Charlotte Gainsbourg, französische Schauspielerin
- 24. Juli: Patty Jenkins, US-amerikanische Regisseurin
- 25. Juli: Max Schmiedl, österreichischer Musiker und Schauspieler
- 25. Juli: Miriam Shor, US-amerikanische Schauspielerin
- 29. Juli: Monica Calhoun, US-amerikanische Schauspielerin
- 30. Juli: Christine Taylor, US-amerikanische Schauspielerin

August
- 07. August: Sydney Penny, US-amerikanische Schauspielerin
- 07. August: Rachel York, US-amerikanische Schauspielerin
- 10. August: Tim Seyfi, deutscher Schauspieler
- 10. August: Justin Theroux, US-amerikanischer Schauspieler
- 12. August: Rebecca Gayheart, US-amerikanische Schauspielerin
- 13. August: Moritz Bleibtreu, deutscher Schauspieler
- 13. August: Heike Makatsch, deutsche Schauspielerin
- 13. August: Wladimir Wdowitschenkow, russischer Schauspieler
- 14. August: Raoul Bova, italienischer Schauspieler
- 20. August: Jonathan Ke Quan, vietnamesisch-amerikanischer Schauspieler
- 22. August: Richard Armitage, britischer Schauspieler
- 22. August: Rick Yune, US-amerikanischer Schauspieler
- 29. August: Carla Gugino, US-amerikanische Schauspielerin
- 31. August: Chris Tucker, US-amerikanischer Schauspieler

September
- 03. September: Mirja Boes, deutsche Komikerin, Schauspielerin und Sängerin
- 03. September: Trevor St. John, US-amerikanischer Schauspieler
- 04. September: Ione Skye, britische Schauspielerin
- 07. September: Caroline Peters, deutsche Schauspielerin
- 08. September: David Arquette, US-amerikanischer Schauspieler
- 08. September: Martin Freeman, britischer Schauspieler
- 09. September: Henry Thomas, US-amerikanischer Schauspieler
- 13. September: Jana Kozewa, deutsche Schauspielerin und Synchronsprecherin
- 14. September: Kimberly Williams, US-amerikanische Schauspielerin
- 15. September: Josh Charles, US-amerikanischer Schauspieler
- 16. September: Amy Poehler, US-amerikanische Schauspielerin
- 17. September: Floriane Daniel, deutsche Schauspielerin
- 18. September: Jada Pinkett Smith, US-amerikanische Schauspielerin
- 19. September: Sanaa Lathan, US-amerikanische Schauspielerin
- 19. September: Oliver Ziegenbalg, deutscher Drehbuchautor
- 21. September: Alfonso Ribeiro, US-amerikanischer Schauspieler
- 21. September: Luke Wilson, US-amerikanischer Schauspieler
- 25. September: Dorothea Schenck, deutsche Schauspielerin
- 27. September: Amanda Detmer, US-amerikanische Schauspielerin
- 27. September: Elke Kratzer, deutsche Produzentin und Regisseurin
- 27. September: Nermina Kukic, deutsche Schauspielerin
- 29. September: Mackenzie Crook, britischer Schauspieler
- 29. September: Theodore Shapiro, US-amerikanischer Komponist
- 29. September: Rick Warden, britischer Schauspieler
- 30. September: Jenna Elfman, US-amerikanische Schauspielerin

### Oktober bis Dezember
Oktober

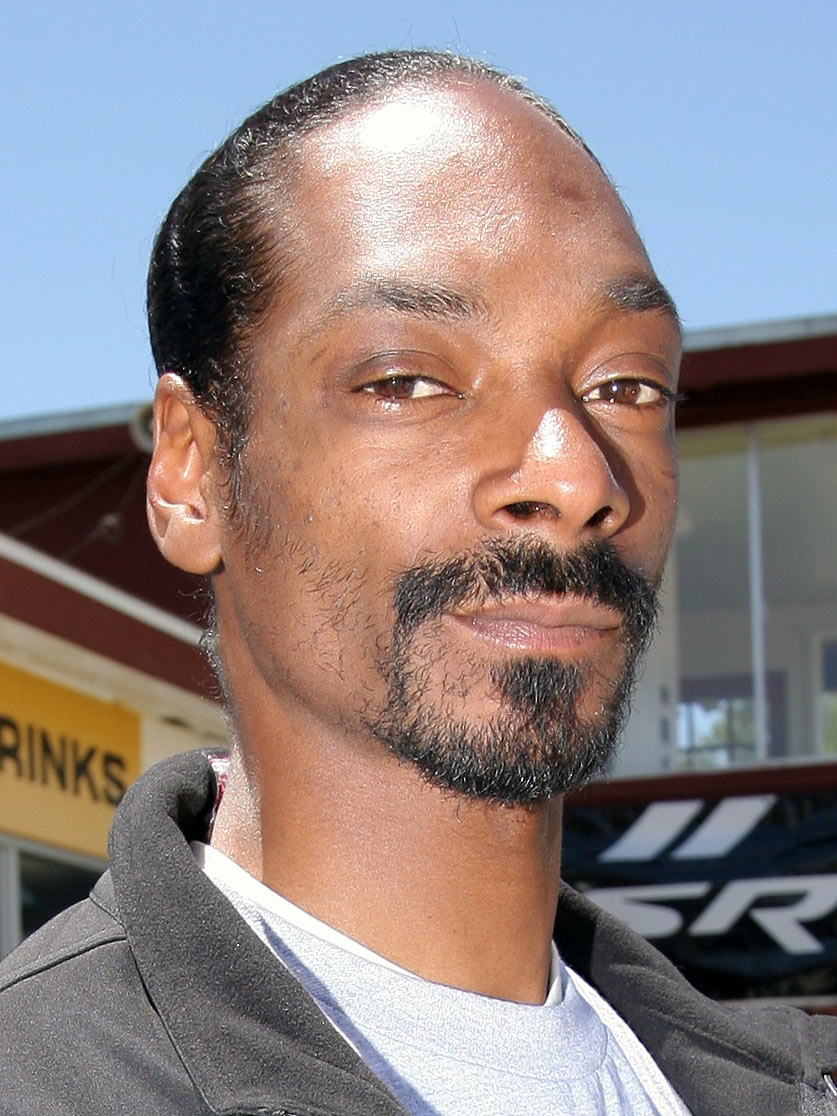
Snoop Dogg (* 20. Oktober)

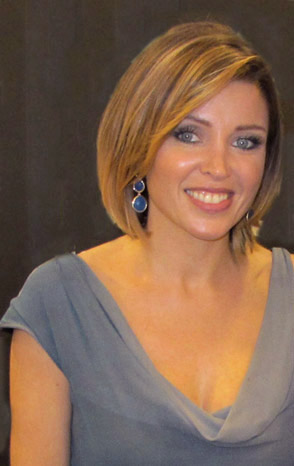
Dannii Minogue (* 20. Oktober)

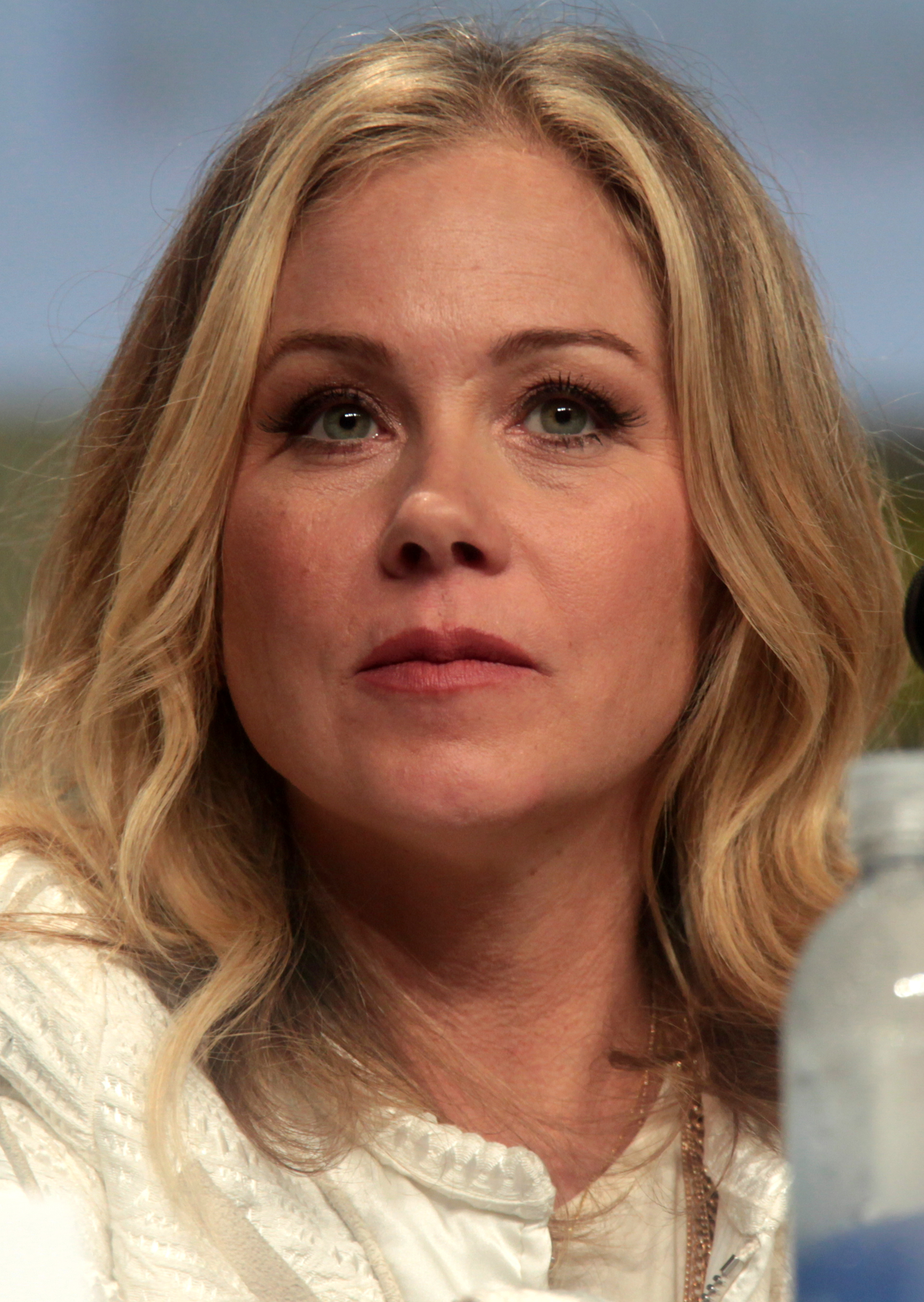
Christina Applegate (* 25. November)

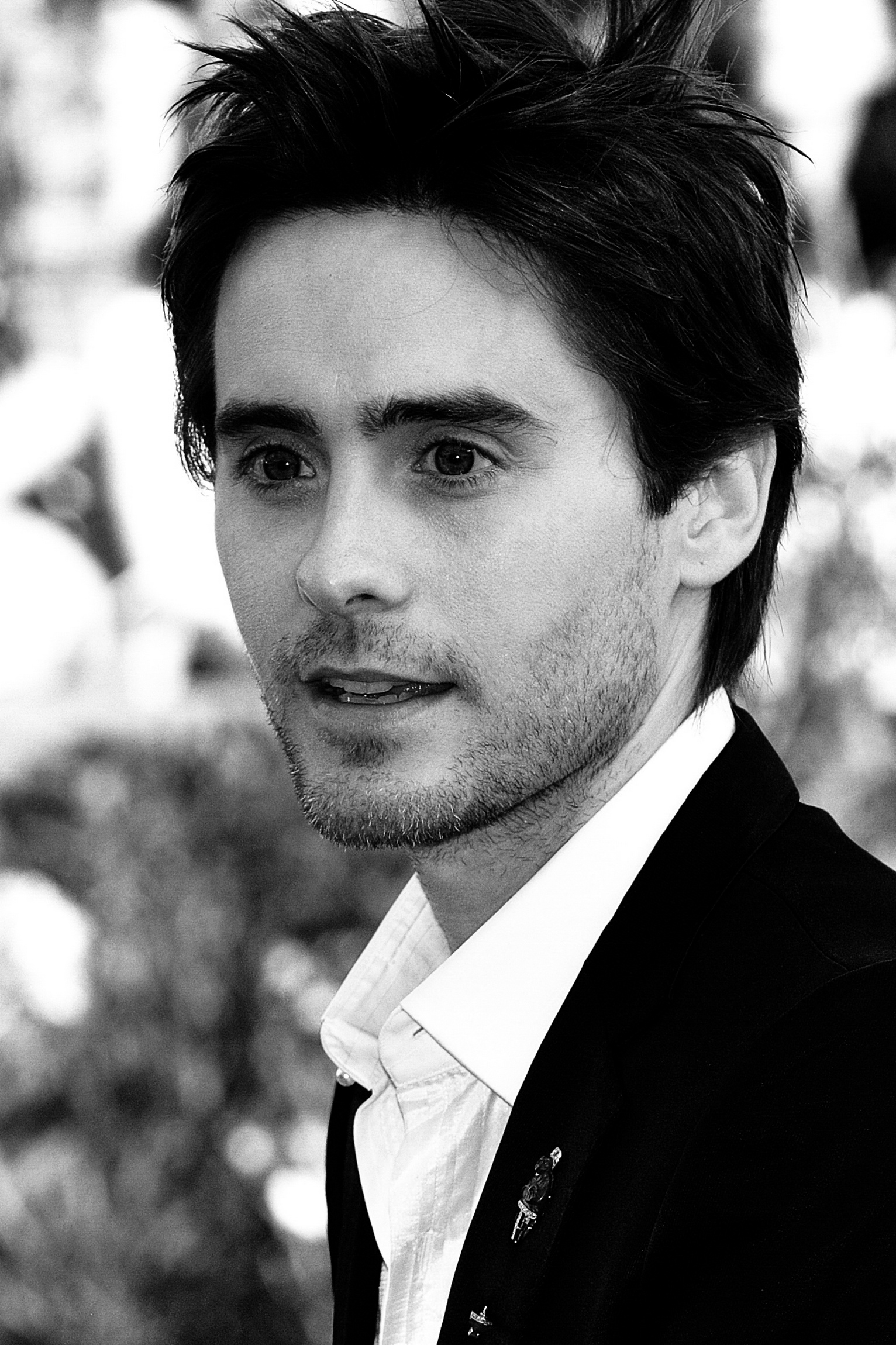
Jared Leto (* 26. Dezember)

- 02. Oktober: Sven Lorig, deutscher Moderator
- 03. Oktober: Paul Poet, österreichischer Regisseur
- 07. Oktober: Ramona Schukraft, deutsche Schauspielerin
- 10. Oktober: Tiffany Mynx, US-amerikanische Pornodarstellerin
- 11. Oktober: MC Lyte, US-amerikanische Rapperin und Schauspielerin
- 11. Oktober: Mark Wakeling, britischer Schauspieler
- 13. Oktober: Sacha Baron Cohen, britischer Schauspieler
- 13. Oktober: Sebastian Fitzek, deutscher Drehbuchautor und Produzent
- 13. Oktober: Kira Reed, US-amerikanische Schauspielerin, Fernsehmoderatorin und Sexsymbol
- 13. Oktober: Luis Tosar, spanischer Schauspieler
- 14. Oktober: Marc Schölermann, deutscher Regisseur, Drehbuchautor und Produzent
- 16. Oktober: Maria Isabella Kirkitadse, deutsche Schauspielerin
- 17. Oktober: Andy Whitfield, australischer Schauspieler († 2011)
- 20. Oktober: Snoop Dogg, US-amerikanischer Rapper und Schauspieler
- 20. Oktober: Julika Jenkins, deutsche Schauspielerin
- 20. Oktober: Dannii Minogue, australische Sängerin und Schauspielerin
- 24. Oktober: Caprice Bourret, US-amerikanisches Model, Moderatorin und Schauspielerin
- 24. Oktober: Dervla Kirwan, irische Schauspielerin
- 25. Oktober: Leslie Grossman, US-amerikanische Schauspielerin
- 25. Oktober: Stefan Puntigam, österreichischer Schauspieler
- 25. Oktober: Craig Robinson, US-amerikanischer Schauspieler
- 26. Oktober: Steven Ma, chinesischer Schauspieler
- 27. Oktober: Channon Roe, US-amerikanischer Schauspieler
- 29. Oktober: Winona Ryder, US-amerikanische Schauspielerin

November
- 03. November: Dylan Moran, irischer Schauspieler
- 05. November: Corin Nemec, US-amerikanischer Schauspieler
- 08. November: Markus Schleinzer, österreichischer Schauspieler
- 10. November: Walton Goggins, US-amerikanischer Schauspieler
- 10. November: Nina Kunzendorf, deutsche Schauspielerin
- 11. November: David DeLuise, US-amerikanischer Schauspieler
- 13. November: Noah Hathaway, US-amerikanischer Schauspieler
- 14. November: Marco Leonardi, italienischer Schauspieler
- 23. November: Frank Giering, deutscher Schauspieler († 2010)
- 24. November: Lola Glaudini, US-amerikanische Schauspielerin
- 25. November: Christina Applegate, US-amerikanische Schauspielerin
- 29. November: Gena Lee Nolin, US-amerikanische Schauspielerin
- 30. November: Jessalyn Gilsig, kanadische Schauspielerin

Dezember
- 01. Dezember: Emily Mortimer, britische Schauspielerin
- 03. Dezember: Ola Rapace, schwedischer Schauspieler
- 03. Dezember: Keegan Connor Tracy, kanadische Schauspielerin
- 05. Dezember: Kali Rocha, US-amerikanische Schauspielerin
- 06. Dezember: Craig Brewer, US-amerikanischer Regisseur
- 10. Dezember: Daniel Betts, britischer Schauspieler
- 11. Dezember: Harry Knowles, US-amerikanischer Filmkritiker
- 14. Dezember: Swantje Henke, deutsche Schauspielerin
- 14. Dezember: Tanja Wedhorn, deutsche Schauspielerin
- 17. Dezember: Claire Forlani, britische Schauspielerin
- 18. Dezember: Claudia Gerini, italienische Schauspielerin
- 19. Dezember: Amy Locane, US-amerikanische Schauspielerin
- 23. Dezember: Corey Haim, kanadischer Schauspieler
- 23. Dezember: Tara Palmer-Tomkinson, britische Schauspielerin († 2017)
- 25. Dezember: Patrick Baladi, britischer Schauspieler
- 26. Dezember: Jared Leto, US-amerikanischer Schauspieler
- 26. Dezember: Alexandra Rapaport, schwedische Schauspielerin
- 30. Dezember: C. S. Lee, südkoreanischer Schauspieler und Regisseur

### Tag unbekannt
- Martin Brauer, deutscher Schauspieler und Musiker († 2021)
- Ivan Engler, schweizerischer Regisseur
- Régis Sauder, französischer Dokumentarfilmer

## Verstorbene

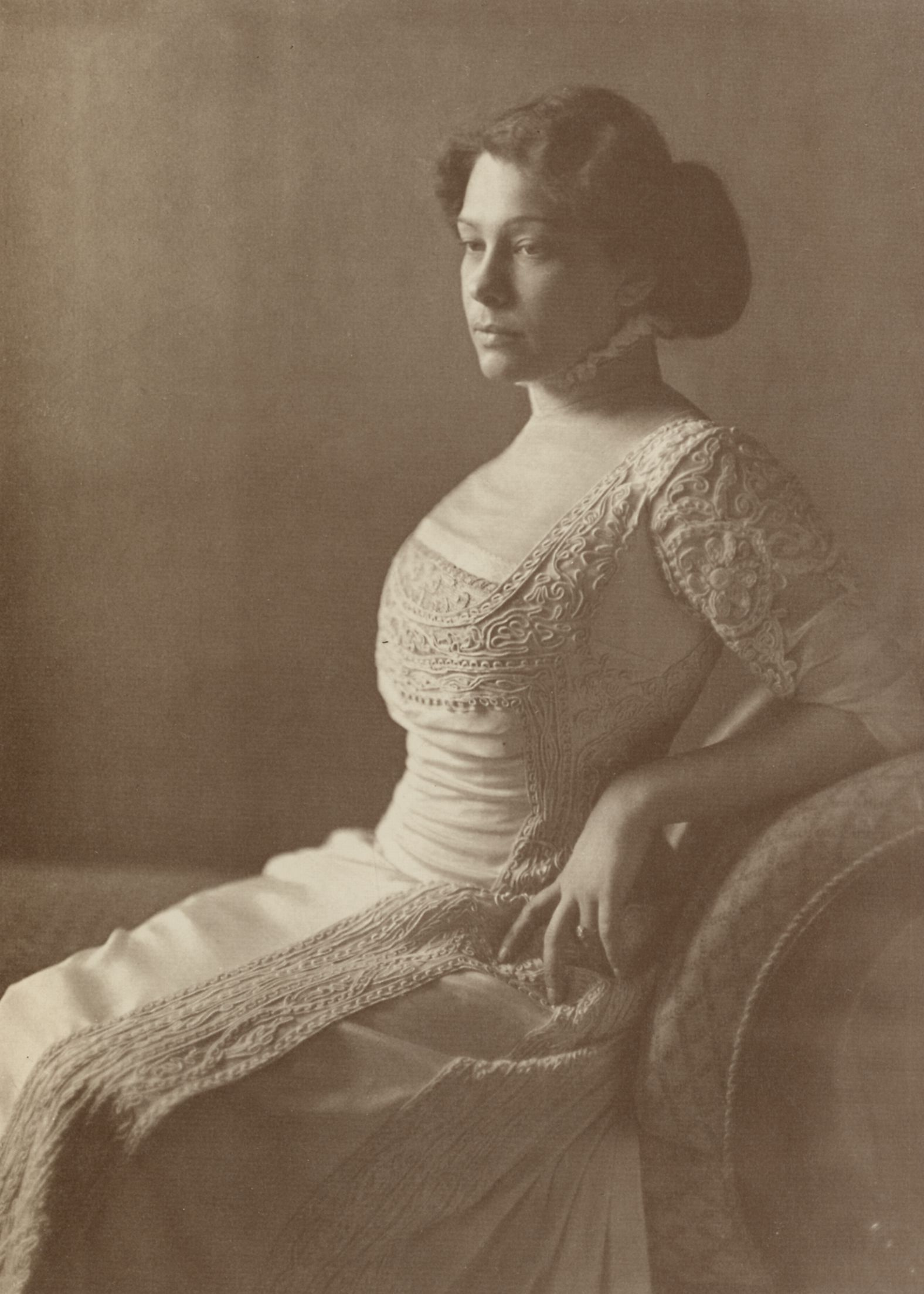
Tilla Duriex (1880–1971)

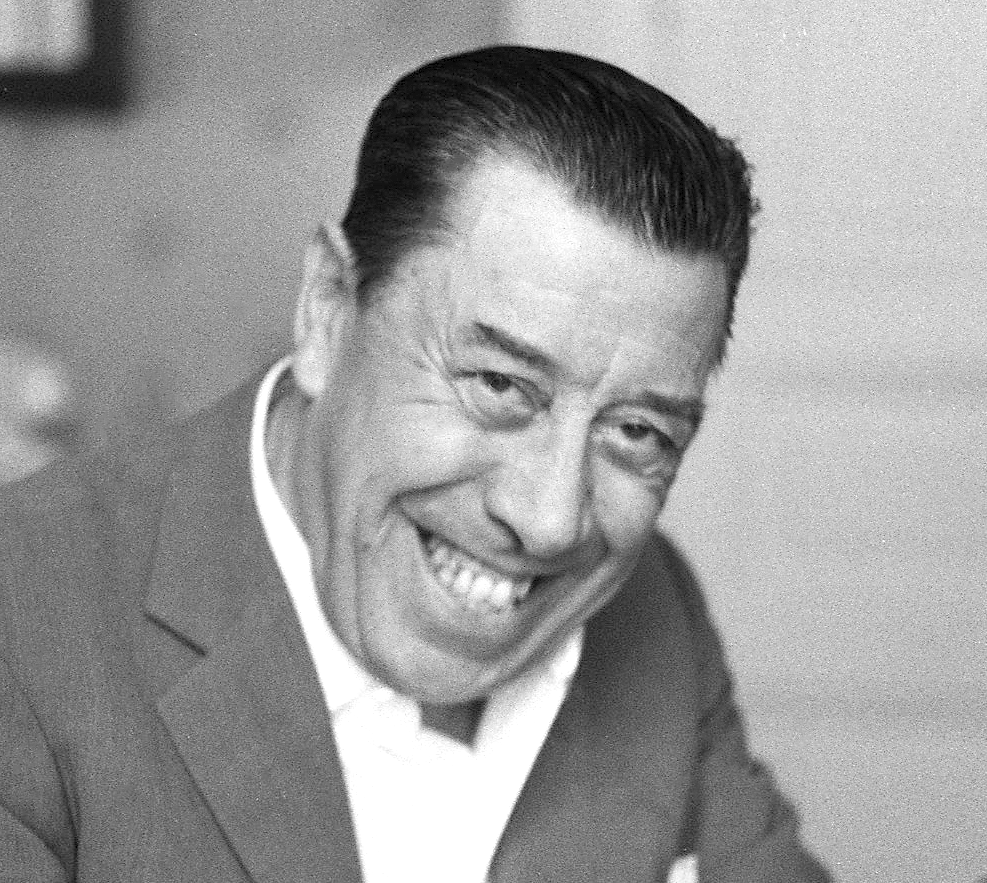
Fernandel (1903–1971)

### Januar bis März
Januar
- 01. Januar: Joseph J. Lilley, US-amerikanischer Komponist, Arrangeur und Dirigent (* 1913)
- 05. Januar: Douglas Shearer, US-amerikanischer Tontechniker (* 1899)
- 10. Januar: Richard V. Heermance, US-amerikanischer Filmproduzent und Filmeditor (* 1910)
- 12. Januar: Nerio Bernardi, italienischer Schauspieler (* 1899)
- 15. Januar: John Dall, US-amerikanischer Schauspieler (* 1920)
- 17. Januar: Robert Wyler, US-amerikanischer Filmproduzent (* 1900)
- 20. Januar: Gilbert M. Anderson, US-amerikanischer Schauspieler, Regisseur und Produzent (* 1880)
- 21. Januar: Ulrich Mohrbutter, deutscher Produzent (* 1889)
- 28. Januar: Robert De Grasse, US-amerikanischer Kameramann (* 1900)

Februar
- 03. Februar: Jay C. Flippen, US-amerikanischer Schauspieler (* 1899)
- 04. Februar: Edward Kitsis, US-amerikanischer Drehbuchautor und Fernsehproduzent
- 09. Februar: Leonard Steckel, deutscher Schauspieler (* 1901)
- 21. Februar: Tilla Durieux, österreichische Schauspielerin (* 1880)
- 21. Februar: Anton Edthofer, österreichischer Schauspieler (* 1883)
- 26. Februar: Fernandel, französischer Schauspieler (* 1903)

März
- 08. März: Borden Chase, US-amerikanischer Drehbuchautor (* 1900)
- 08. März: Harold Lloyd, US-amerikanischer Schauspieler (* 1893)
- 15. März: Bum Krüger, deutscher Schauspieler (* 1906)
- 16. März: Bebe Daniels, US-amerikanische Schauspielerin (* 1901)
- 23. März: Basil Dearden, britischer Regisseur (* 1911)
- 30. März: Selmer Jackson, US-amerikanischer Schauspieler (* 1888)
- 30. März: Werner Peters, deutscher Schauspieler (* 1918)

### April bis Juni
April

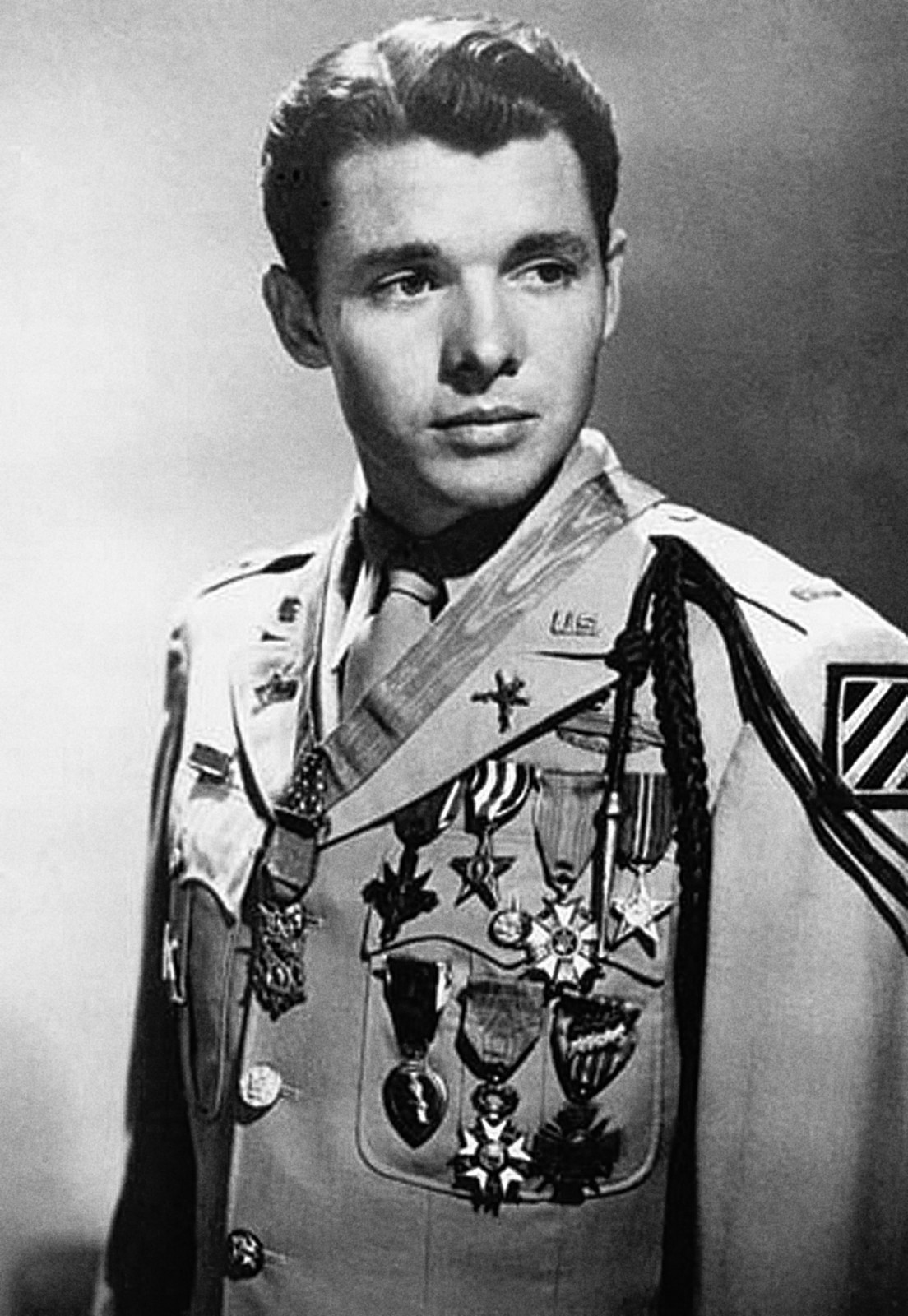
Audie Murphy (1924–1971)

- 08. April: Walter Robert Lach, österreichischer Kameramann (* 1901)
- 10. April: Marga Ann Deighton, US-amerikanische Schauspielerin (* 1890)
- 25. April: Erich Engels, deutscher Regisseur und Drehbuchautor (* 1889)
- 25. April: Anneli Granget, deutsche Schauspielerin (* 1935)

Mai
- 01. Mai: Glenda Farrell, US-amerikanische Schauspielerin (* 1904)
- 13. Mai: Hubert von Meyerinck, deutscher Schauspieler (* 1896)
- 27. Mai: Hans Unterkircher, österreichischer Schauspieler (* 1894)
- 28. Mai: Audie Murphy, US-amerikanischer Kriegsheld, Schauspieler und Songwriter (* 1925)

Juni
- 02. Juni: William Wadsworth Hodkinson, US-amerikanischer Filmunternehmer (* 1881)
- 10. Juni: Michael Rennie, britischer Schauspieler (* 1909)
- 18. Juni: Thomas Gomez, US-amerikanischer Schauspieler (* 1905)
- 30. Juni: Herbert Biberman, US-amerikanischer Regisseur (* 1900)

### Juli bis September
Juli

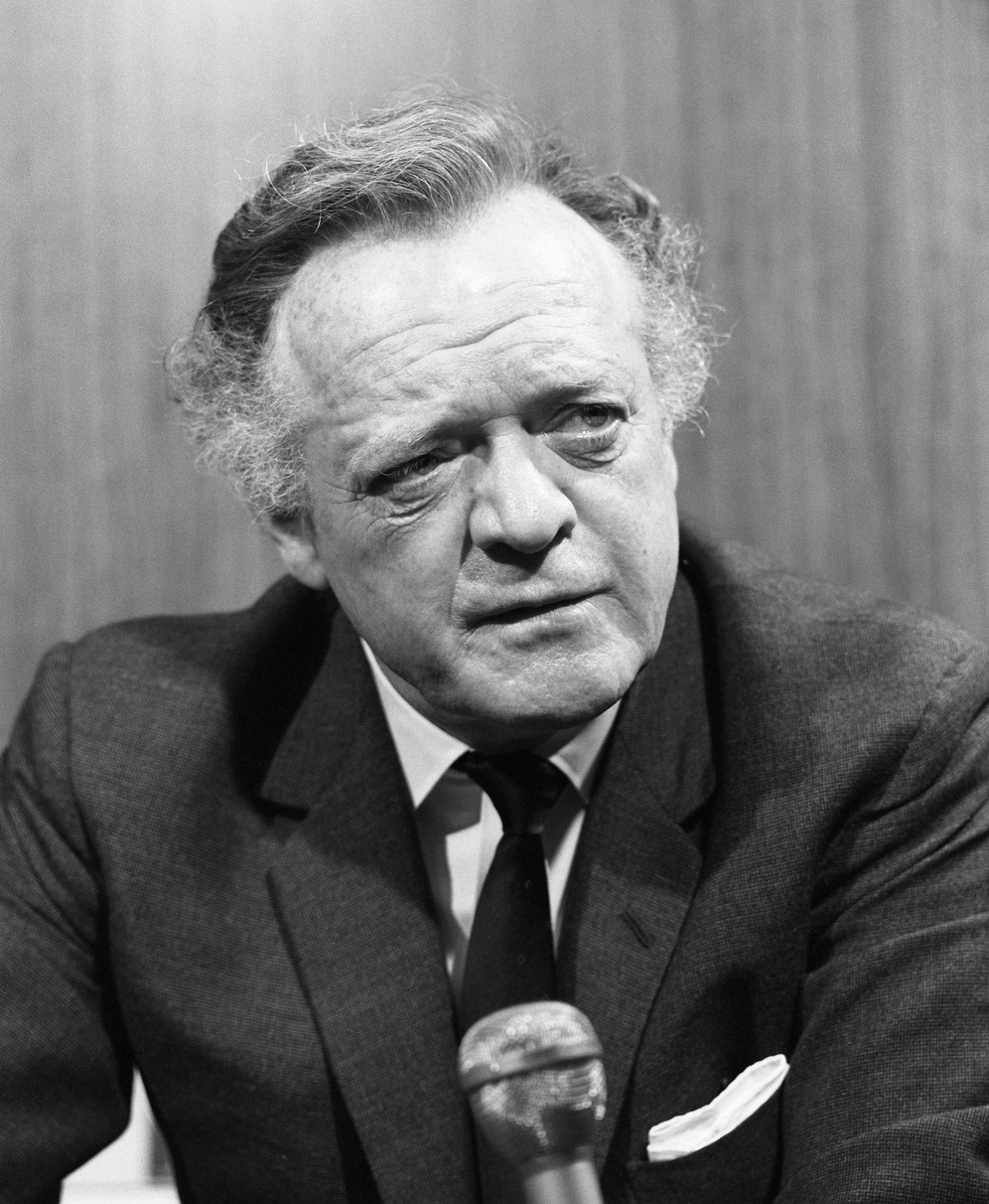
Van Heflin (1908–1971)

- 02. Juli: Max Nemetz, deutscher Schauspieler (* 1884)
- 06. Juli: Louis Armstrong, US-amerikanischer Jazztrompeter und Sänger (* 1901)
- 07. Juli: Ub Iwerks, US-amerikanischer Trickfilmzeichner (* 1901)
- 13. Juli: Hannsgeorg Laubenthal, deutscher Sänger und Schauspieler (* 1911)
- 17. Juli: Cliff Edwards, US-amerikanischer Schauspieler und Synchronsprecher (* 1895)
- 21. Juli: Herbert B. Fredersdorf, deutscher Regisseur (* 1899)
- 23. Juli: Van Heflin, US-amerikanischer Schauspieler (* 1908)
- 24. Juli: Christl Mardayn, österreichische Schauspielerin (* 1896)
- 25. Juli: Ladislaus Bus-Fekete, ungarisch-US-amerikanischer Drehbuchautor (* 1896)

August
- 06. August: Günther Rittau, deutscher Kameramann (* 1893)
- 08. August: Joseph Santley, US-amerikanischer Regisseur (* 1889)
- 15. August: Paul Lukas, ungarisch-amerikanischer Schauspieler (* 1895)
- 17. August: Horace McMahon, US-amerikanischer Schauspieler (* 1906)
- 25. August: Ted Lewis, US-amerikanischer Musiker und Schauspieler (* 1890)

September
- 07. September: Spring Byington, US-amerikanische Schauspielerin (* 1886)
- 10. September: Pier Angeli, italienische Schauspielerin (* 1932)
- 10. September: Bella Darvi, polnisch-französische Schauspielerin (* 1928)
- 20. September: Lionel Lindon, US-amerikanischer Kameramann (* 1905)
- 23. September: Billy Gilbert, US-amerikanischer Schauspieler (* 1894)
- 27. September: Rose Veldtkirch, deutsche Schauspielerin (* 1891)

### Oktober bis Dezember
Oktober
- 03. Oktober: Edit Angold, deutsche Schauspielerin (* 1895)
- 03. Oktober: Leah Baird, US-amerikanische Schauspielerin und Drehbuchautorin (* 1883)
- 08. Oktober: Nigel Barrie, britischer Schauspieler (* 1889)
- 11. Oktober: Chester Conklin, US-amerikanischer Schauspieler (* 1886)
- 12. Oktober: Fritz Achterberg, deutscher Schauspieler (* 1880)
- 15. Oktober: Joseph Offenbach, deutscher Schauspieler (* 1904)
- 20. Oktober: Gene Pollar, US-amerikanischer Schauspieler (* 1892)
- 21. Oktober: Raymond Hatton, US-amerikanischer Schauspieler (* 1887)
- 21. Oktober: Edgar Ziesemer, deutscher Kameramann (* 1895)
- 25. Oktober: Paul Terry, US-amerikanischer Trickfilmzeichner, Produzent und Regisseur (* 1887)
- 25. Oktober: Wolfgang Wehrum, deutscher Filmeditor und Regisseur (* 1907)
- 26. Oktober: Yves de la Casinière, französischer Komponist (* 1897)

November
- 01. November: Gertrud von le Fort, deutsche Schriftstellerin (* 1876)
- 01. November: Michail Romm, sowjetischer Regisseur und Drehbuchautor (* 1901)
- 02. November: Martha Vickers, US-amerikanische Schauspielerin (* 1925)
- 14. November: Paul Klinger, deutscher Schauspieler (* 1907)
- 16. November: Edie Sedgwick, US-amerikanische Schauspielerin (* 1943)
- 17. November: Gladys Cooper, britische Schauspielerin (* 1888)
- 21. November: Charlotte Kramm, deutsche Schauspielerin (* 1900)

Dezember
- 12. Dezember: Frank Wolff, US-amerikanischer Schauspieler (* 1928)
- 13. Dezember: Dita Parlo, deutsch-französische Schauspielerin (* 1908)
- 17. Dezember: Albert Lieven, deutscher Schauspieler (* 1906)
- 28. Dezember: Max Steiner, österreichischer Komponist (* 1888)
- 30. Dezember: Dorothy Comingore, US-amerikanische Schauspielerin (* 1913)
- 31. Dezember: Lucien Hubbard, US-amerikanischer Drehbuchautor, Produzent und Regisseur (* 1888)